# خلية سندان ألماسي

مخطط لنواة خلية السندان الألماسي

خلية السندان الألماسي (ملاحظة 1) هو جهاز يعمل تحت الضغط المرتفع يستخدم في تجارب ضمن مجالات علمية وتقنية مختلفة مثل الجيولوجيا والهندسة وعلم المواد. يمكن هذا الجهاز من تطبيق ضغوط مرتفعة جداً على قطعة صغيرة من المادة المراد دراستها، إلى حدود تصل نمطياً إلى حوالي 100-200 غيغاباسكال؛ مع العلم أنه يمكن الوصول إلى قيم أكبر من الضغط تصل إلى حدود 700 غيغاباسكال.
يستخدم هذا الجهاز على سبيل المثال في الدراسات التي تريد أن تحاكي الضغوط المرتفعة داخل الكواكب من اصطناع مواد وأطوار لا يمكن ملاحظتها في الشروط القياسية العادية؛ مثلما أجري على مواد مختلفة مثل الجليد X، والنتروجين المبلمر، وكذلك الحالات الفلزية للغازات في طورها الصلب مثل الزينون.